# Gado taurino
O gado taurino (nome científico: Bos primigenius taurus), também chamado de gado europeu, é uma subespécie de Bos taurus (gado-doméstico) originária do Oriente Próximo. Tanto o gado taurino quanto o gado índico (zebu) descendem do auroque. O gado taurino foi originalmente considerado uma espécie distinta, mas agora é tipicamente agrupado com o zebu e o auroque como subdivisões da espécie Bos taurus. As raças mais modernas de gado são desta subespécie, portanto, raças taurinas.
Pesquisas genéticas sugerem que todo o fundo genético atual de gado taurino pode ter surgido a partir de cerca de 80 auroques do norte da Mesopotâmia há cerca de dez mil e quinhentos anos, perto das aldeias de Çayönü, no sudeste da Turquia, e Dja'de el Mughara, no norte do Iraque.
A sequência do genoma da raça Hereford de bovinos taurinos foi publicada pelo Bovine Genome Sequencing and Analysis Consortium em 2009.

## Galeria

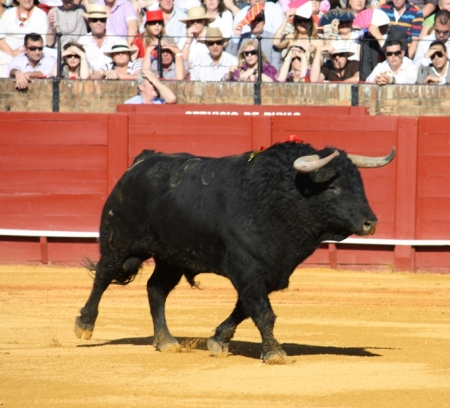
Touro miura
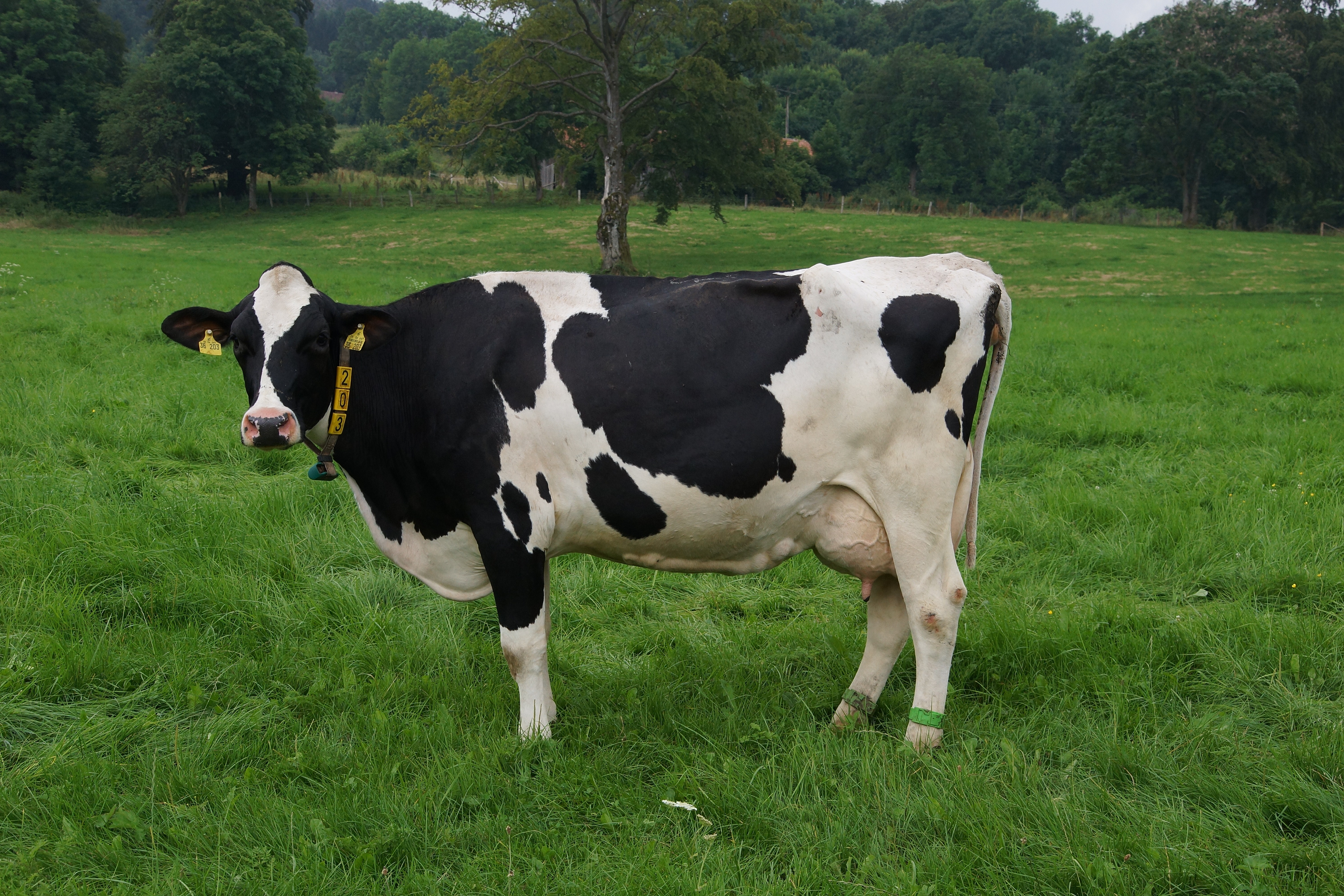
Vaca holandesa
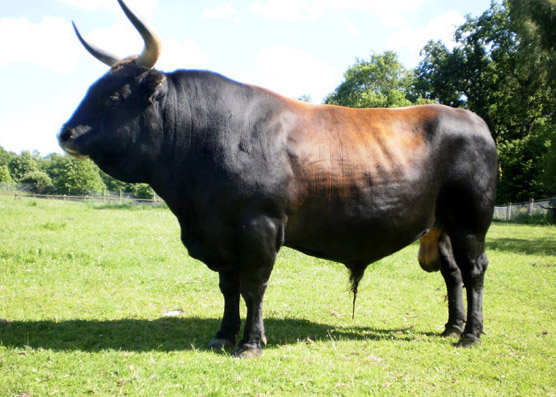
Raça heck
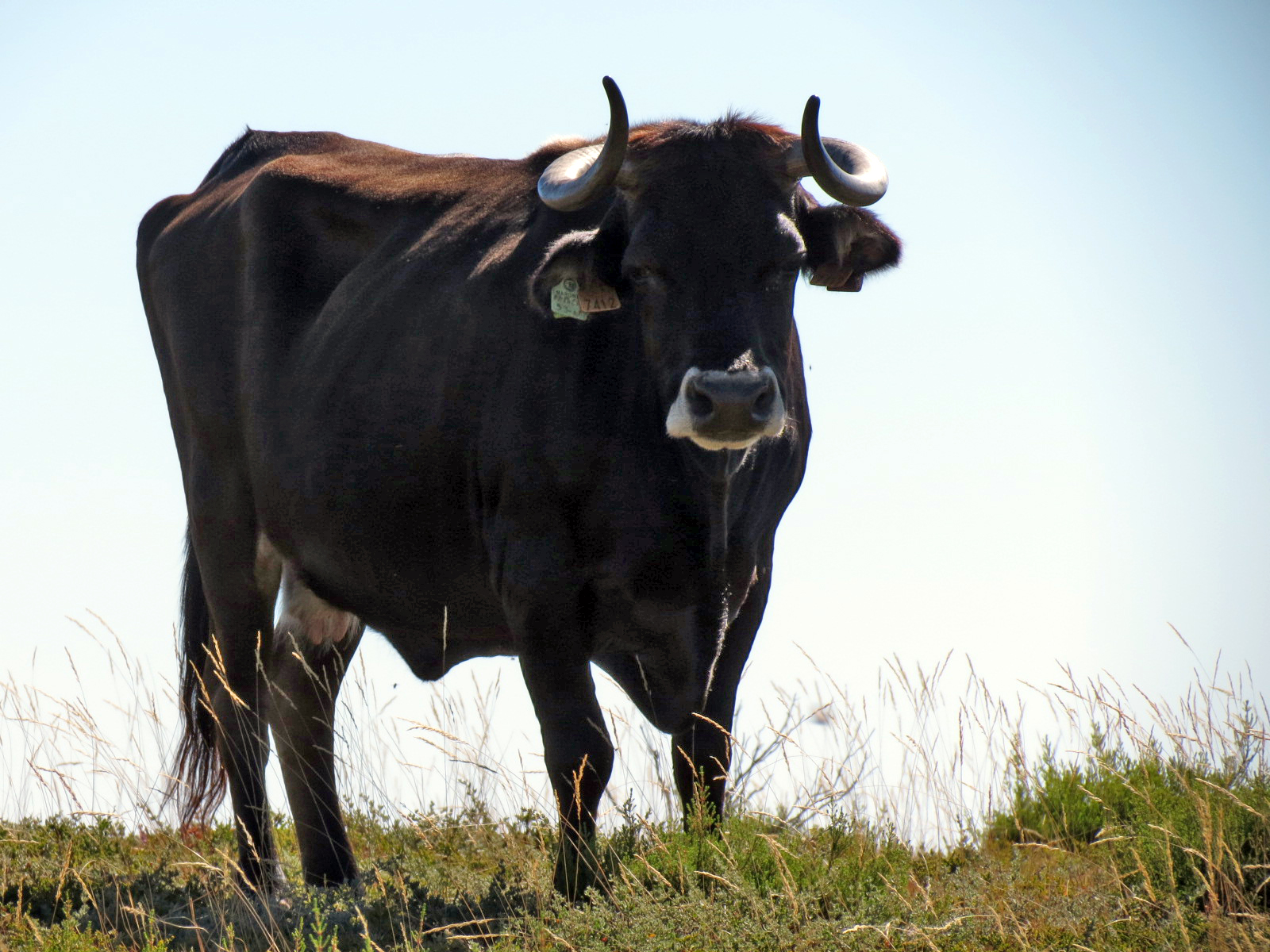
vaca maronesa
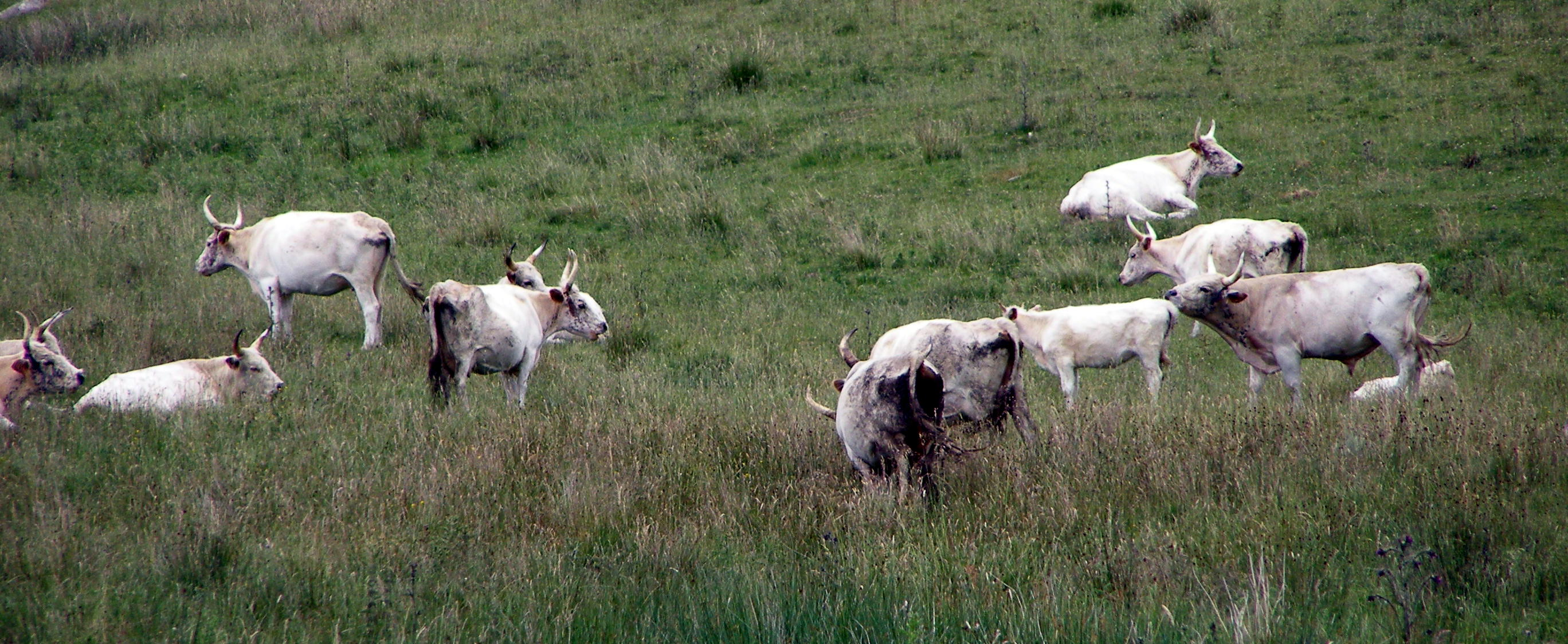
gado selvagem chillingham
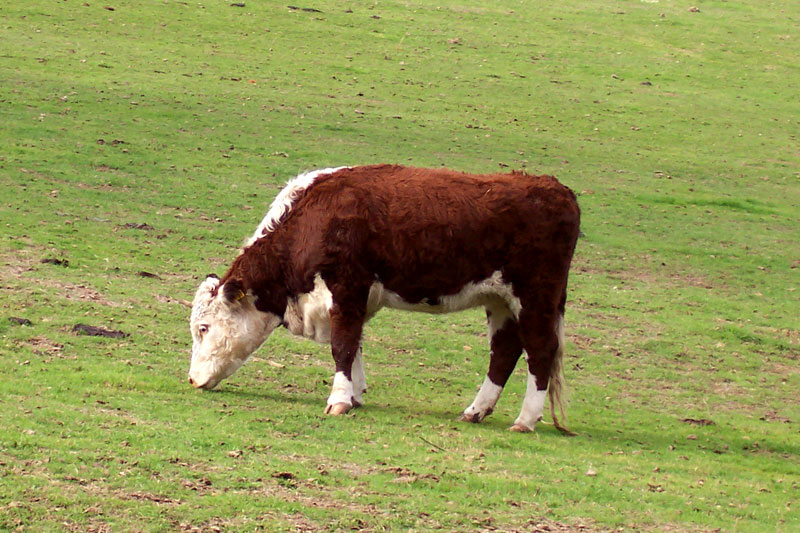
Hereford
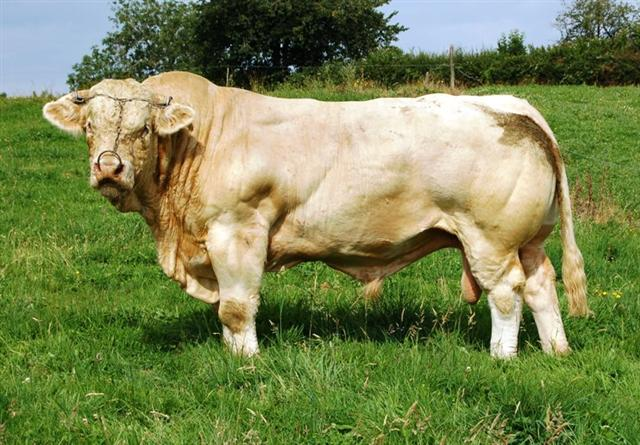
Raça charolês
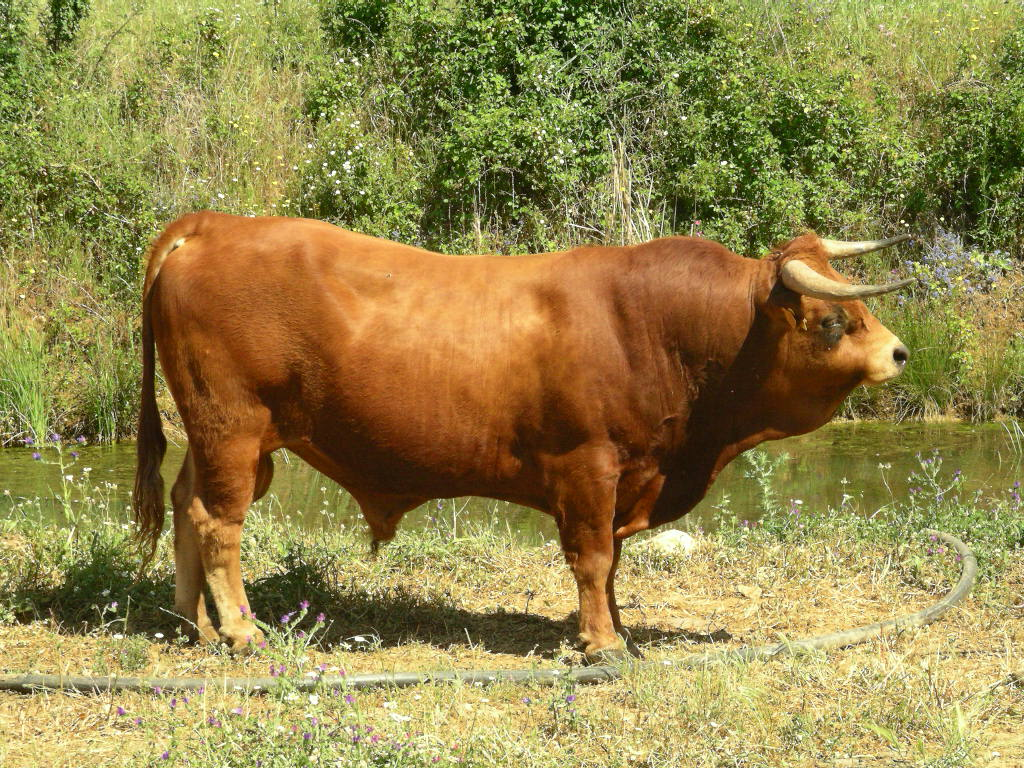
Raça arouquesa
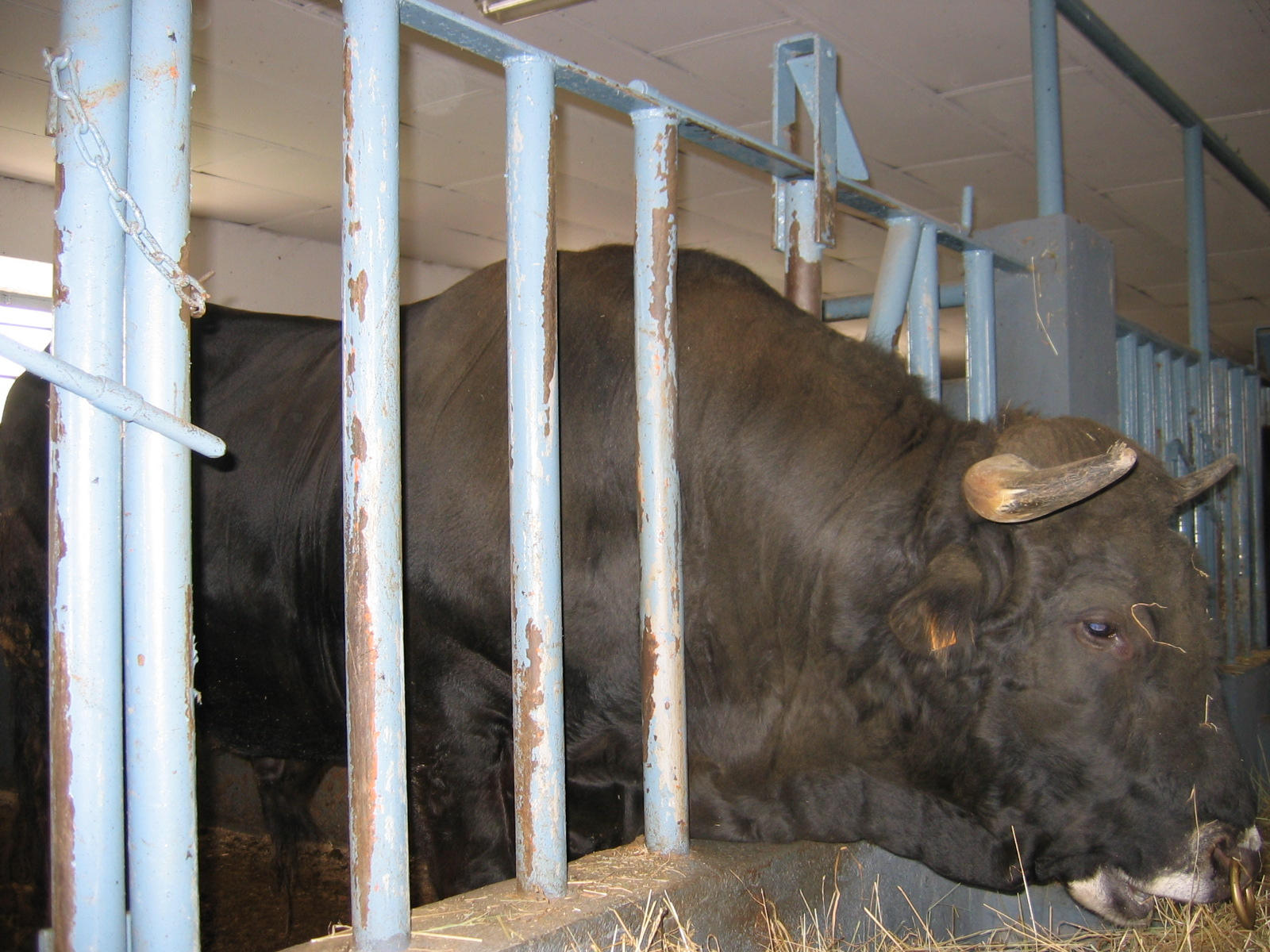
Touro da raça Caldelá
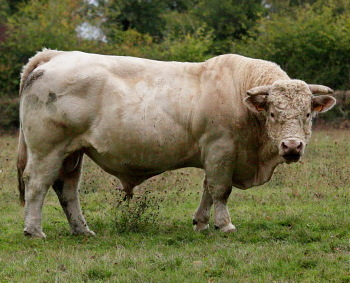
Touro charolês
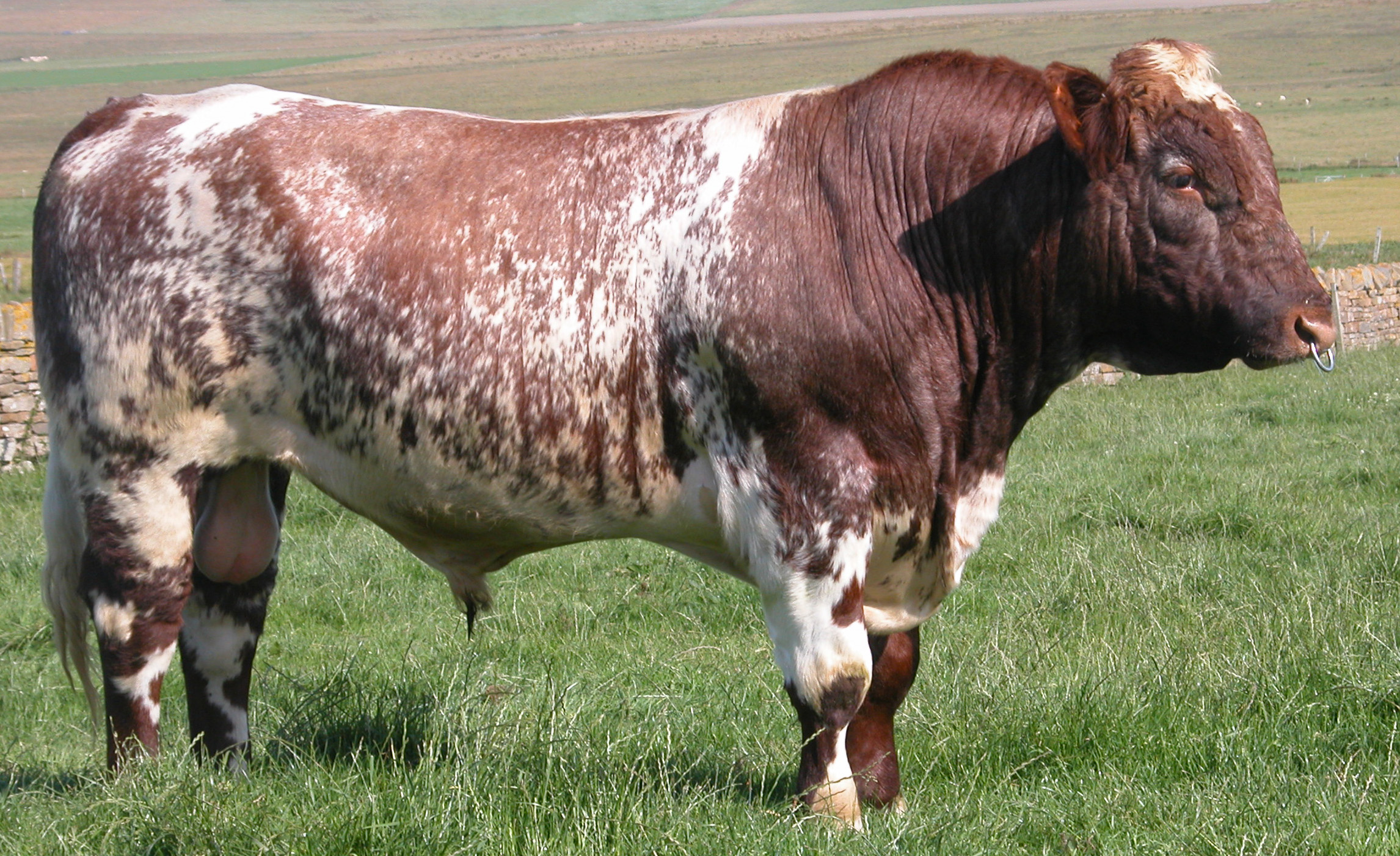
Raça shorthorn
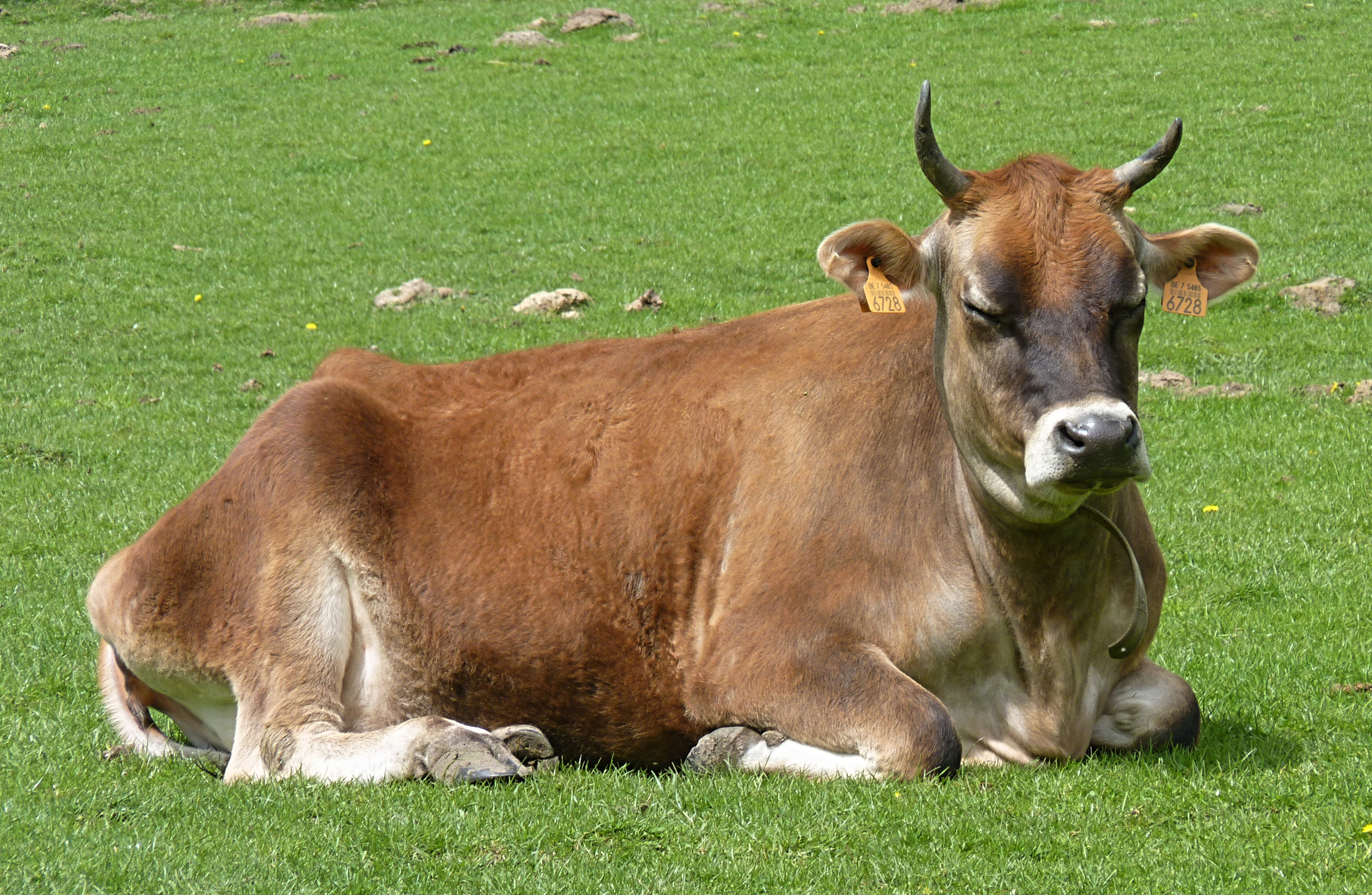
Jersey
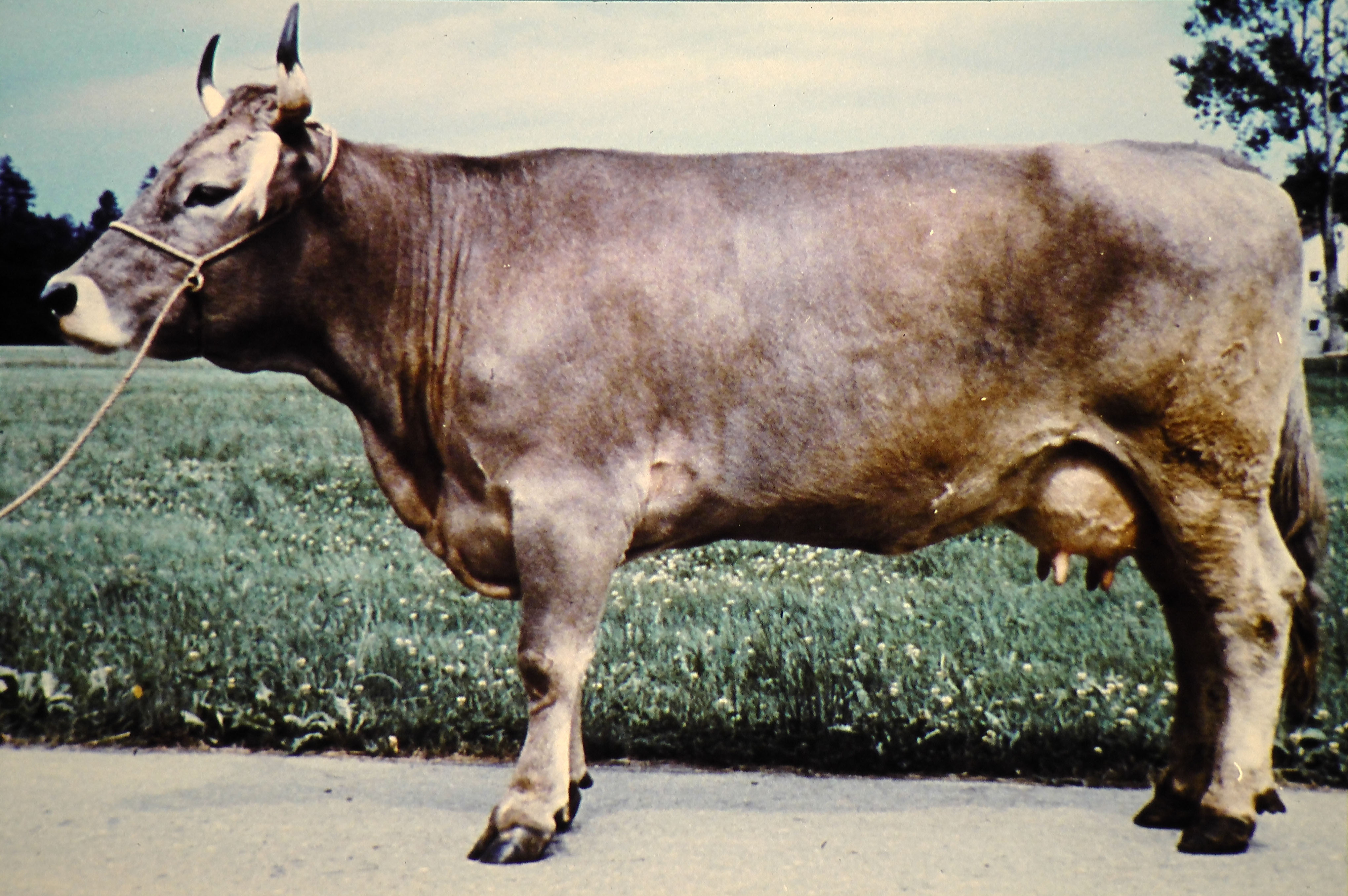
Pardo suiço
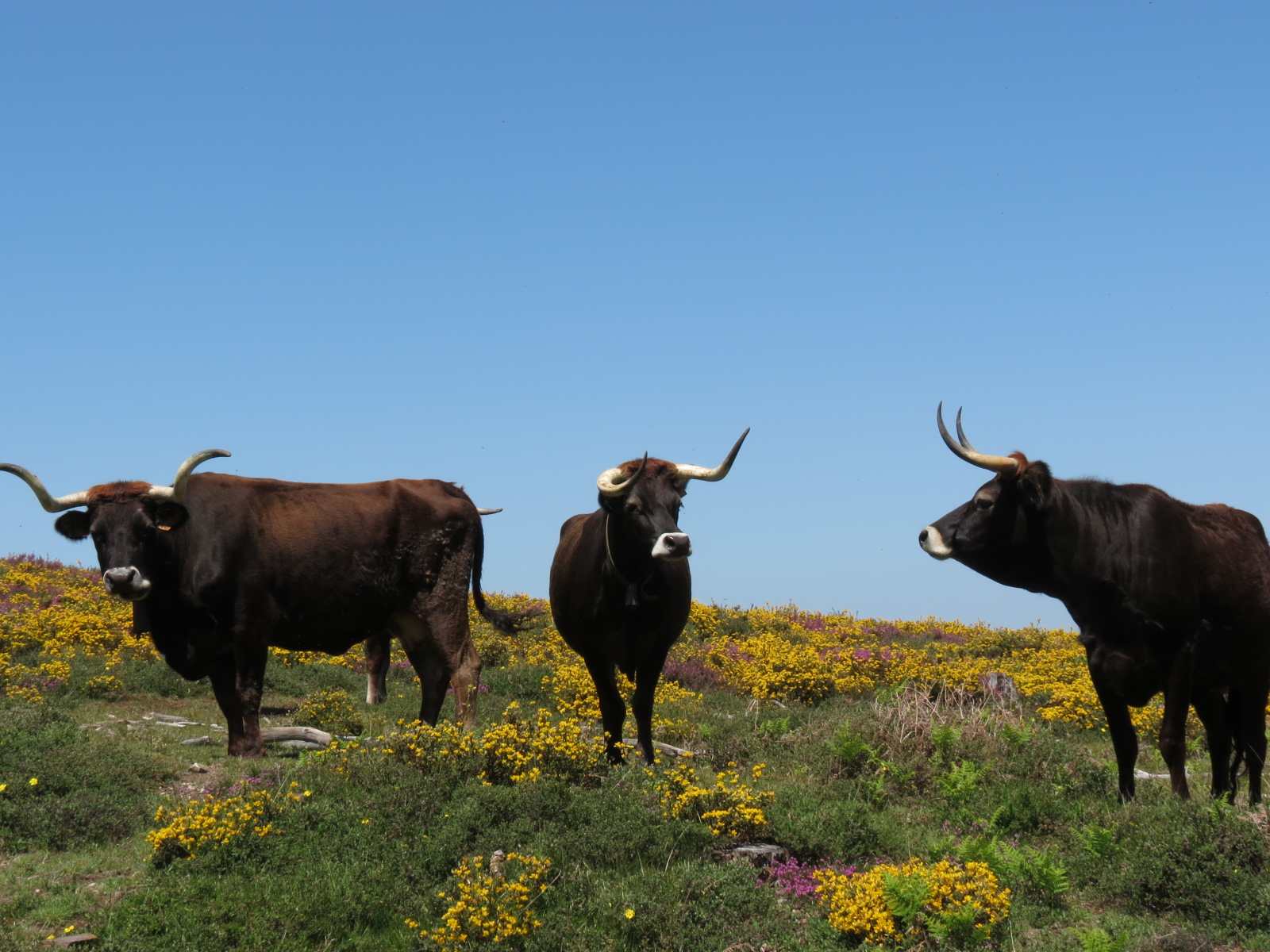
Vaca maronesa